# NGC 200
NGC 200 (ook wel PGC 2387, GC 104 of MCG +00-02-112) is een balkspiraalstelsel in het sterrenbeeld vissen.
NGC 200 werd op 25 oktober 1790 ontdekt door de Duits-Britse astronoom Friedrich Wilhelm Herschel.

## Synoniemen
- GC 104
- IRAS 00370+0236
- H 2.858
- MCG +00-02-112
- PGC 2387
- UGC 420
- ZWG 383.60